# Statua di Sejong il Grande
La statua di Sejong il Grande si trova a Sejongno, Gwanghwamun Plaza, nel centro di Seul, in Corea del Sud. È dedicata al monarca coreano del XV secolo, Sejong il Grande, il quarto re di Joseon e una delle figure storiche più famose della Corea. La statua è considerata uno dei principali monumenti di Seul: inaugurata nel 2009, è stata chiamata "la statua più iconica della Corea del Sud".
La statua fu costruita come parte della creazione di un nuovo spazio pubblico nel centro di Seul, la Gwanghwamun Plaza, situata accanto al complesso del Palazzo Gyeongbokgung. La statua di re Sejong è stata progettata da Kim Yeong-won, professore di scultura e modellistica presso l'Università di Hongik. I primi piani per la Gwanghwamun Plaza includevano lo spostamento di una statua già esistente dal complesso del palazzo Deoksugung; tuttavia, dopo discussioni pubbliche che coinvolsero sondaggi tra cittadini ed esperti, fu deciso di commissionare una nuova statua. Il suo design è stato scelto dopo una competizione tra una lista di artisti raccomandata dalla Korean Fine Arts Association e dalle università. Il nuovo progetto prevedeva una posizione seduta, a differenza della vicina statua in piedi dell'ammiraglio Yi Sun-sin, situata a 250 metri.
La statua di re Sejong è stata inaugurata il 9 ottobre 2009, due mesi dopo l'apertura di Gwanghwamun Plaza, in occasione del 563º anniversario dell'invenzione dell'alfabeto coreano hangul da parte del re Sejong, in una cerimonia alla quale hanno partecipato il presidente Lee Myung-bak e altri funzionari del governo coreano. La statua d'oro è alta 6,2 metri (un'altra fonte dà l'altezza a 9,5 metri e un'altra a 6,7 metri) e pesa 20 tonnellate. Il re ha una mano alzata e un'altra posta su un libro. I lati della statua mostrano tutti i caratteri dell'alfabeto hangul. Davanti alla statua ci sono piccoli modelli di un globo celeste, un pluviometro e una meridiana, la cui invenzione è tradizionalmente attribuita al sovrano.
Vicino alla statua si trova un piccolo museo dedicato al re.